# 霍马
霍马（英語：Houma），美国路易斯安那州泰勒博恩堂区首府，位于新奥尔良市西南方。2010年美国人口普查人口为33,727人。城市名称来源于霍马印地安人部落。